# Amphimallon vitalei
Amphimallon vitalei är en skalbaggsart som beskrevs av Luigioni 1932. Amphimallon vitalei ingår i släktet Amphimallon och familjen Melolonthidae. Inga underarter finns listade i Catalogue of Life.